# Rozvod

Jindřich VIII. Tudor založil anglikánskou církev, když papež zamítl jeho žádost o zneplatnění manželství

Rozvod, dle dřívější terminologie rozluka, představuje právní akt ukončení manželství. Rozvod je složitý etický, právní a společenský problém, který přesahuje z oblasti rodinného práva i do dalších oblastí. Dotýká se nejen života manželů a jejich majetkových poměrů, ale též dětí, které případně manželé mají, a kulturních a náboženských zvyklostí manželů a celé společnosti. Je třeba jej odlišovat od rozluky.
Rozvod je možné definovat jako významnou událost v životě lidí s řadou sociálních důsledků, mezi něž patří zejména narušení fungování rodiny a výchovy dětí, ale často i výrazná změna ekonomického i sociálního statusu některých členů původní rodiny, změna jejich způsobu života, zaměstnání apod. Důsledkem rozpadu manželství jsou tzv. neúplné rodiny, které se při rostoucím počtu stávají závažným sociálním problémem.
Některé náboženské společnosti a církve rozvod neuznávají (např. katolická církev), jiné jej připouští jen za výjimečných okolností (pravoslaví), další se k nim staví velmi benevolentně. Někdy nejsou možnosti k rozvodu rovné – některé větve islámu umožňují muslimovi rozvést se formou SMS oznamující manželce, že je konec, zatímco pro ženy je rozvod prakticky nedostupný.[zdroj?]
V závislosti na převažujících kulturních a náboženských zvycích v různých státech tak existují různé právní modely řešení rozvodů – na přísně katolické Maltě byla možnost rozvést se uzákoněna 29. května 2011 po referendu, v liberální a agnostické České republice je poměrně dostupný. V islámské Saúdské Arábii je rozvod jednoduchý pro muže a takřka nedosažitelný pro ženy.
Rozvod nemusí být ovšem spojen s právním aktem. V řadě kultur končí manželství prostým, společností nekontrolovaným a neevidovaným rozchodem partnerů.
Pokud se bývalí partneři rozcházejí ve zlém a nedohodnou se na pravidlech rozchodu, mohou být výsledkem rozsáhlé a oboustranně zničující soudní spory, týkající se zejména tří bodů: rozdělení společného majetku, otázky, který z rodičů bude dál vychovávat dítě (děti) a zda bude mít druhý (a v jakém rozsahu) k dětem přístup, a otázky výživného.

## Příčiny
Ve Spojeném království mezi hlavní příčiny patří mimomanželské styky, napětí v rodině, psychické či fyzické týrání nebo krize středního věku. Ukazuje se také, že je vyšší rozvodovost u lidí, kteří mají více spolupracovníků opačného pohlaví.

## Následky
Děti a dospívající rozvedených či odloučených rodičů dosahují horší výsledky ve škole. Děti rozvedených mají také nižší úroveň oxytocinu, takzvaného hormonu lásky.

## Rozvod v České republice
V České republice lze rozvést každé manželství. Rozvod probíhá vždy před soudem a může proběhnout buď ve formě sporného rozvodu, kdy soud zjišťuje příčiny rozvratu manželství a návrhu na rozvod nemusí vyhovět, nebo na základě dohody obou manželů, kterou soud při splnění dalších zákonných podmínek zásadně respektuje a manželství bez dalšího zkoumání rozvede. Vždy však musí být nejdříve vyřešeny poměry nezletilých dětí a otázky majetkové. Z právního pohledu je rozvod institutem rodinného práva procesního.

## Rozvod a judaismus
V rámci judaismu je rozvod (hebrejsky גֵּרוּשִׁין, gerušin) možný. O možnosti rozvodu se zmiňuje již Tóra, podle níž směl rozvod iniciovat muž, který shledal na své ženě „něco odporného“. Raši k onomu důvodu pro rozvod řadí to, když se žena chová nemravně a muž nemá svědky, kteří by potvrdili jeho výpověď před soudem. V případě, že muž propouští svou manželku, je povinen za přítomnosti dvou svědků sepsat nebo nechat sepsat a předat jí get (hebrejsky גֵּט) neboli rozvodovou listinu. Žena, které je předána rozvodová listina, je volná pro vstup do manželství s jiným mužem s výjimkou blízkých příbuzných bývalého manžela. Podrobnosti rozvodové procedury jsou rozepsány v Talmudu v traktátu Gitin.
Do roku 1000 n. l. se muž mohl rozvést se svou ženou i bez jejího souhlasu. Mezi Aškenazim však byla tato praxe zrušena na synodě, kterou svolal do Mohuče význačný rabín Geršom ben Jehuda. Souhlas manželky nebyl vyžadován pouze v případech, kdy žena odpadla od židovské víry, veřejně se nevhodně chovala nebo onemocněla nevyléčitelnou duševní chorobou.
Podle Tóry si muž, který propustil svou manželku a ta se stala ženou jiného muže, nemůže již nikdy svou původní manželku vzít znovu. Tóra také stanovila výjimky, kdy manžel svou ženu nesměl nikdy propustit. Ve starověku bylo běžnou praxí, že se všichni židovští vojáci „před tažením do války povinně rozváděli s manželkami pro případ zajetí či ztracení, aby se jejich ženy mohly znovu vdát a nestaly se opuštěnými.“ Takto rozvedenou a tedy volnou ženou byla například Batšeba.

## Rozvod a křesťanství
Ježíš učil (Nový Zákon), že Boží vůlí je mít jen jednoho partnera za celý život. Sám cituje v Mt 19, 5 (Kral, ČEP) starozákonní místo Gn 2, 24 (Kral, ČEP), že muž a žena budou jedním tělem a že muž nemá propustit svoji manželku. Pokud se rozvedou, nesmí ani jeden z nich uzavřít nové manželství dokud partner žije, protože tehdy manželská smlouva ještě před Bohem platí. Když jeden z partnerů přesto do nového manželství vstoupí (ještě během života manžela nebo manželky), dopouští se cizoložství. Manželství platí tak dlouho, dokud manželé žijí. Existuje jediná výjimka, a to je právo rozvést se v případě, kdy se druhá strana dopustí nevěry (Mt 19, 9; Mt 5,32). Před Bohem žádný jiný důvod než nevěra nebo smrt pro ukončení manželství neexistuje.
Křesťanská civilizace tedy v zásadě akceptuje princip monogamního trvalého soužití partnerů, na který navazuje obraz tradiční rodiny s patriarchální strukturou a dělbou rolí a s ekonomickou závislostí ženy na muži. Instituce rozvodu se staví proti této tradici. Růst morální tolerance v této oblasti je spojen se sekularizací a s finanční nezávislostí ženy.
Většina evangelických denominací rozvod připouští, i když jen jako krajní řešení. V ČR je to zejména Církev československá husitská a Českobratrská církev evangelická, kde jsou běžné i rozvody farářů. Některé církve, například svědkové Jehovovi připouští rozvod jen v případě nevěry.

### Rozvod v katolické církvi
Katolická církev považuje manželství za svátost doživotně zavazující a nezrušitelnou (do smrti jednoho z manželů, „co Bůh spojil, člověk nerozlučuj“ podle slibu „dokud nás smrt nerozdělí“). Kanonické právo katolické církve neuznává proto rozvod v běžném smyslu, jak existuje např. v českém právu. Pokud se používá slovo rozvod, je to v původním významu odluka manželů, což je de facto rozhodnutí diecézního soudu akceptující, že manželé spolu nemohou ze závažných důvodů vést řádný manželský život. Církev tím přijímá a do jisté míry morálně ospravedlňuje situaci, kdy sezdaní dále neplní vzájemné manželské povinnosti (obvykle to znamená, že žijí odděleně). Manželství však i nadále trvá a je (z hlediska římskokatolického kanonického práva) nepřekročitelnou překážkou novému sňatku.
Katolík, který se státně rozvedl, má za života svého partnera v podstatě jedinou možnost, jak uzavřít nový církevní sňatek – může požádat o tzv. „zneplatnění manželství“, přesněji o „přezkoumání platnosti uzavřeného manželství“. Pokud církevní soud dospěje k závěru, že uzavření manželství nesplňovalo všechny náležitosti kanonického práva, může je prohlásit za neplatné. To ovšem neznamená rozvod či zrušení manželství, ale konstatování, že toto manželství bylo fiktivní, tedy nikdy neexistovalo. Takové soudní rozhodnutí zpětně neruší legitimitu dětí z tohoto svazku, neboť byly zplozeny „v dobré víře“.
Katolík žijící v nefunkčním manželství nebo po jeho zrušení je v těžké životní situaci. Milosrdenství, cestu zpět ke své farnosti, eucharistii a odpuštění mu může poskytnout nebo pomoci najít tzv. misionář milosrdenství. Jsou to kněží z celého světa, kteří v roce 2016 obdrželi od papeže zvláštní pravomoc zprostředkovávat odpuštění hříchů jinak rezervovaných Svatému otci.
Obraz misionáře popisuje bula Misericordiae vultus..
Za velmi specifických okolností však církev umožňuje i skutečný rozvod (tj. rozloučení platně uzavřeného svazku jinak než smrtí), v Kodexu kanonického práva se tímto zabývají kánony 1141 až 1150 (takřka shodný obsah mají kánony 853 až 862 Kodexu kánonů východních církví). Jednak lze rozvést manželství, které tzv. nebylo konzumováno (tj. nedošlo na pohlavní styk v manželství). Od platného, ale nekonzumovaného manželství může z oprávněného důvodu dispenzovat papež (ve skutečnosti je však toto právo přeneseno na Tribunál Římské roty). (Takto bylo rozvedeno např. manželství Ladislava Fukse.) Druhým případem je, když nejde o svátostné manželství, ale pouze o přirozené manželství (manželství nepokřtěných, které ale církev uznává za platné podle přirozeného práva), kdy lze rozvázat takovéto manželstí v případě, že jeden z partnerů přijímá křest a druhý z partnerů s ním z tohoto důvodu již nadále nechce žít. Jde o tzv. pavlovské privilegium, ještě o trochu dál zachází tzv. petrovské privilegium (privilegium víry).